# Алушково (Псковская область)
Алушково — деревня в России, Северо-Западный федеральный округ, в Пустошкинском районе Псковской области. Находится в Забельской волости. Деревня расположена в трех километрах от озера Верято, в девяти километрах от федеральной трассы М9 «Балтия», в семи километрах от станции Забелье.

## Население
| 2002 | 2010 |
| ---- | ---- |
| 106  | ↘64  |

Численность населения деревни по оценке на начало 2001 года составляла 130 человек.
На 2012 год проживало 38 человек, в летний период на отдых приезжало более 40 человек.

## Транспорт

### Автобус
4 раза в неделю по понедельникам, средам, пятницам и воскресеньям ходит автобус из Пустошки: утром около 7.00 и днем около 15.00. Обратно — на час позже. Во время учебного года автобус ходит ежедневно, кроме субботы. По дороге в сторону Пустошки автобус делает остановку возле станции Забелье. Вечерний автобус, отъезжающий от Алушкова около 16:00 до 2012 года был согласован с поездом Посинь-Великие Луки, однако после изменения расписания поезда в 2013 году автобус к поезду не успевает.

## Инфраструктура
В деревне есть магазин, автобусная остановка, таксофон, два раза в неделю (понедельник и четверг) приходит почтовая машина. Имеются две водонапорные башни, пять водоразборных колонок, три из которых не работают.

## Достопримечательности
В деревне Алушково находится воинское захоронение и мемориал. Количество человек, захороненных в братской могиле: 2147, из них 2145 военнослужащих и 2 партизана.

## Туризм
В летнее и осеннее время туристическим вниманием пользуется озеро Верято, ближайшим населенным пунктом к которому является Алушково. Вероятно, в переводе с угро-финского, обозначает обрыв, его глубина в отдельных местах достигает около 40 м. На озеро, как правило, приезжают туристы из Москвы и Петербурга. На берегу озера устанавливаются палатки, обустраиваются стоянки. Среди туристов из года в год можно встретить одних и тех же людей.

Из Алушково через бор проходит старая грунтовая дорога на г. Пустошка.

В деревне практикуется фермерский туризм. На территории имеются два искусственных пруда, выкопанных в начале XX века.

## Историческая справка
В деревне с довоенного времени по 90-годы существовало двухэтажное деревянное здание алушковской восьмилетней школы, а также в прошлом существовал колхоз «Пятилетка в четыре года» и сельский совет. Находились животноводческая и растениеводческая бригады совхоза «Забелье». Сохранились развалины животноводческого комплекса крупного рогатого скота на 400 голов. Вблизи деревни находится староверское кладбище Мурашкино.
В здании бывшего клуба работала избирательная комиссия по выборам в Государственную думу (2011 г.) и по выборам Президента РФ (2012 г.)

## Галерея

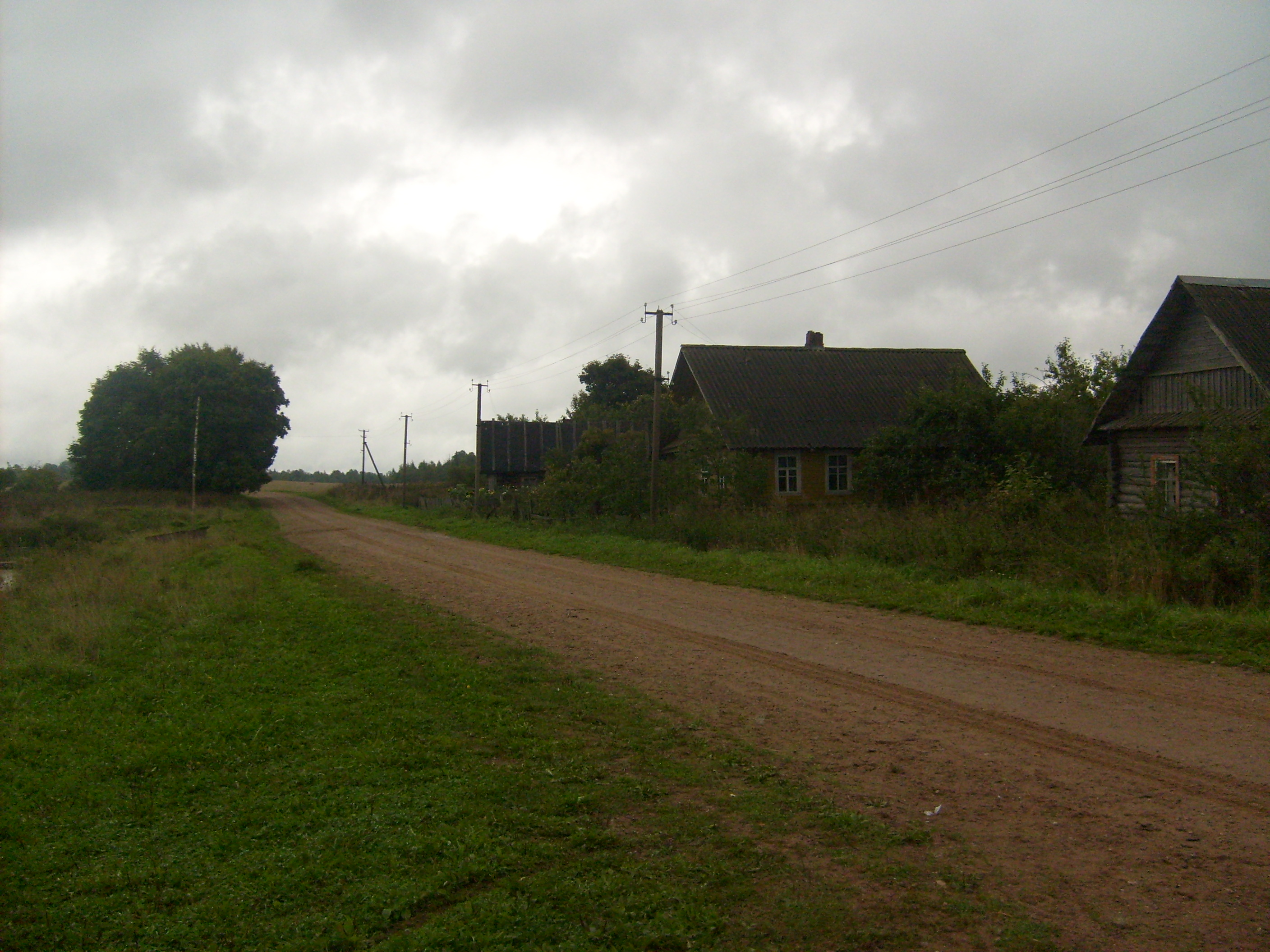
Дорога в деревне Алушково
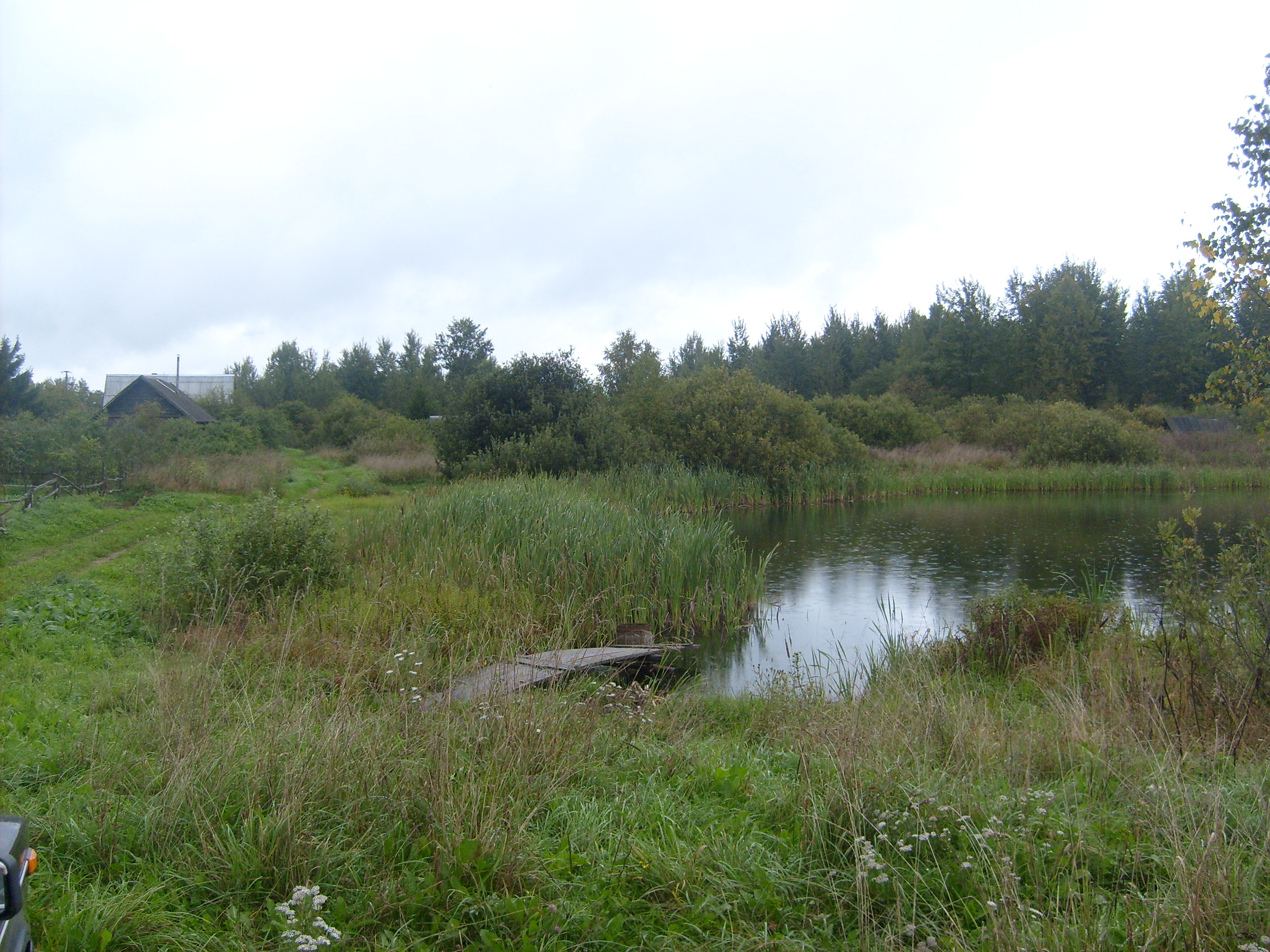
Пруд в деревне Алушково
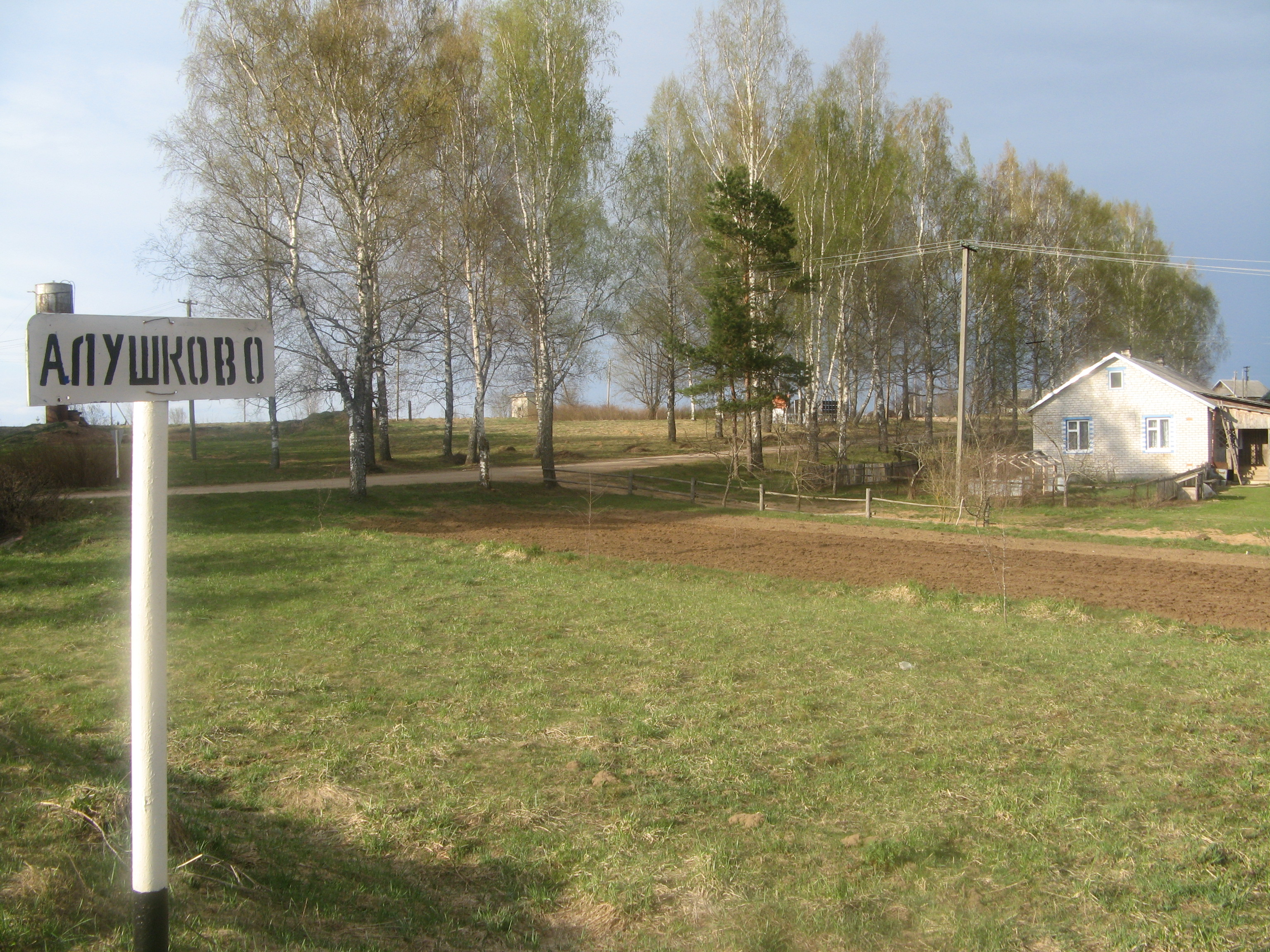
Деревня Алушково
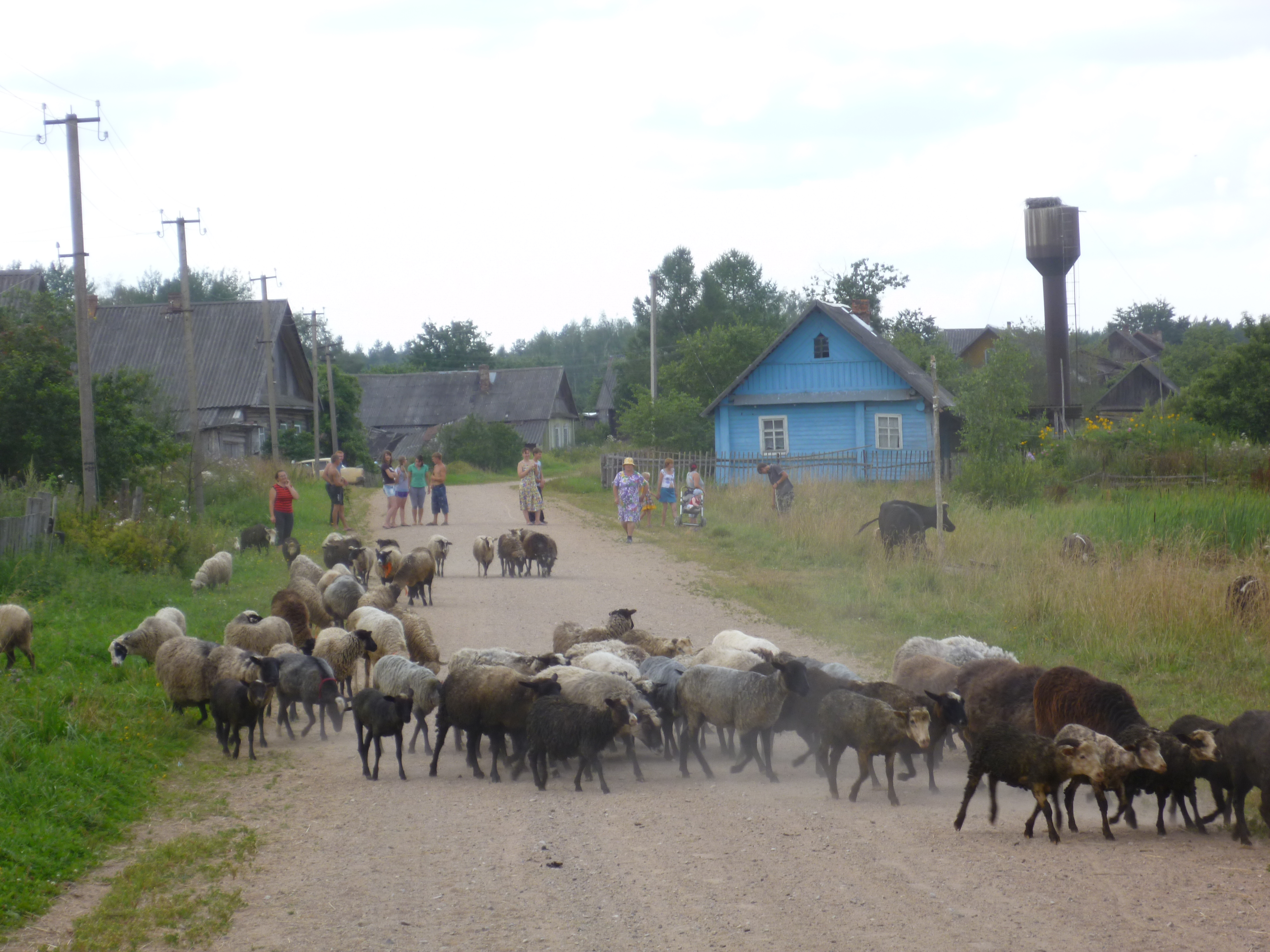
Выгон стада
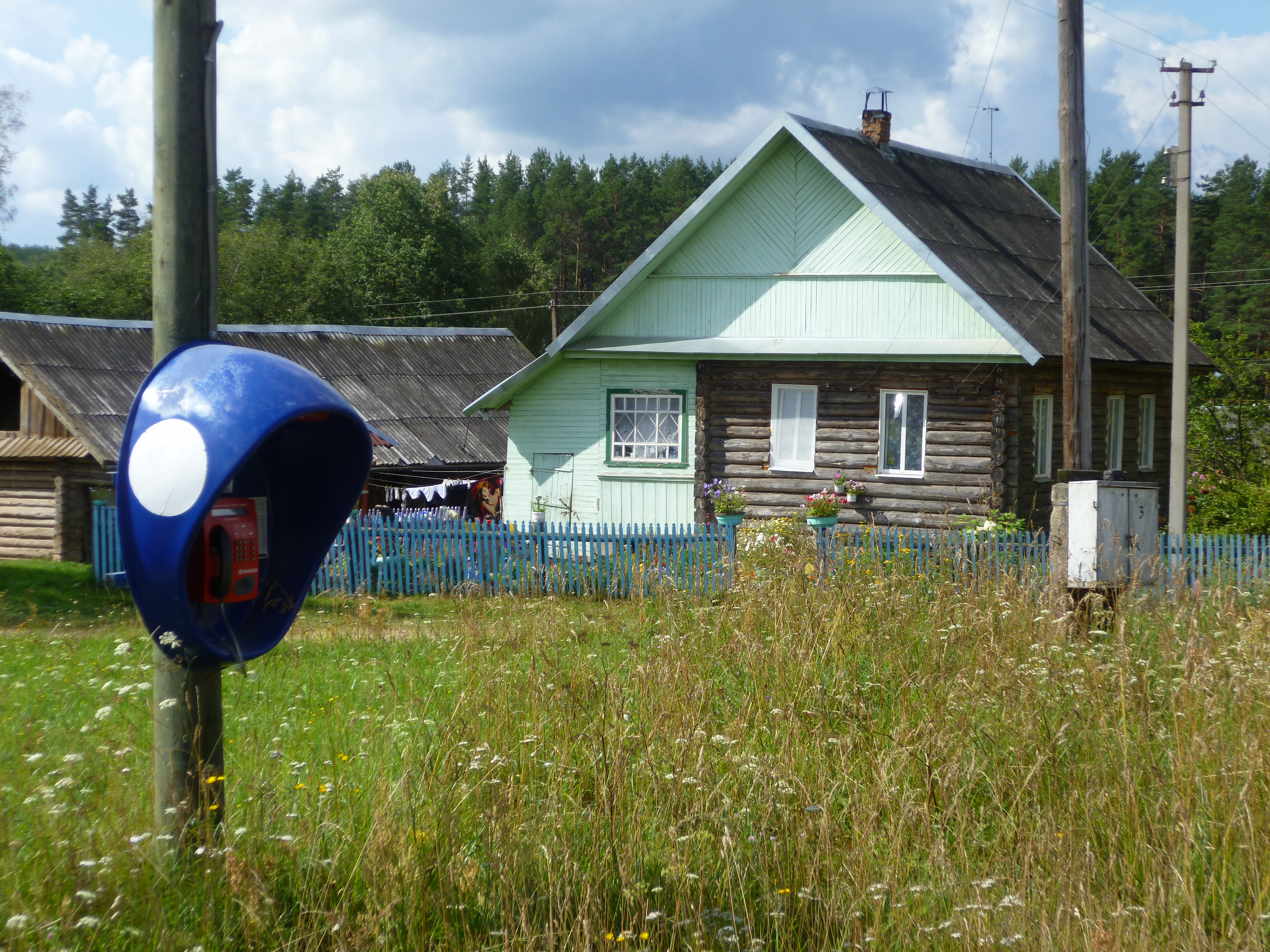
Таксофон
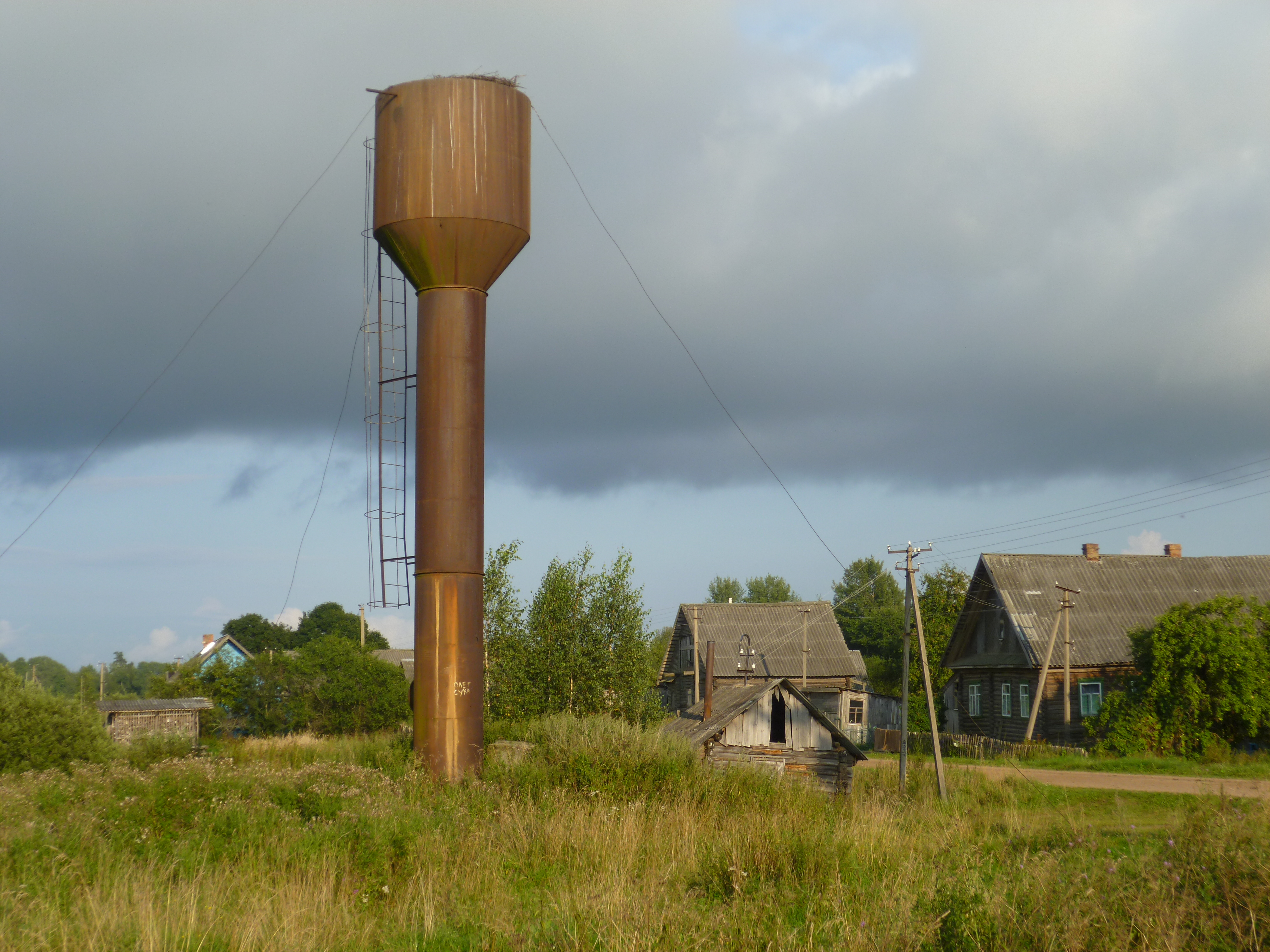
Водокачка
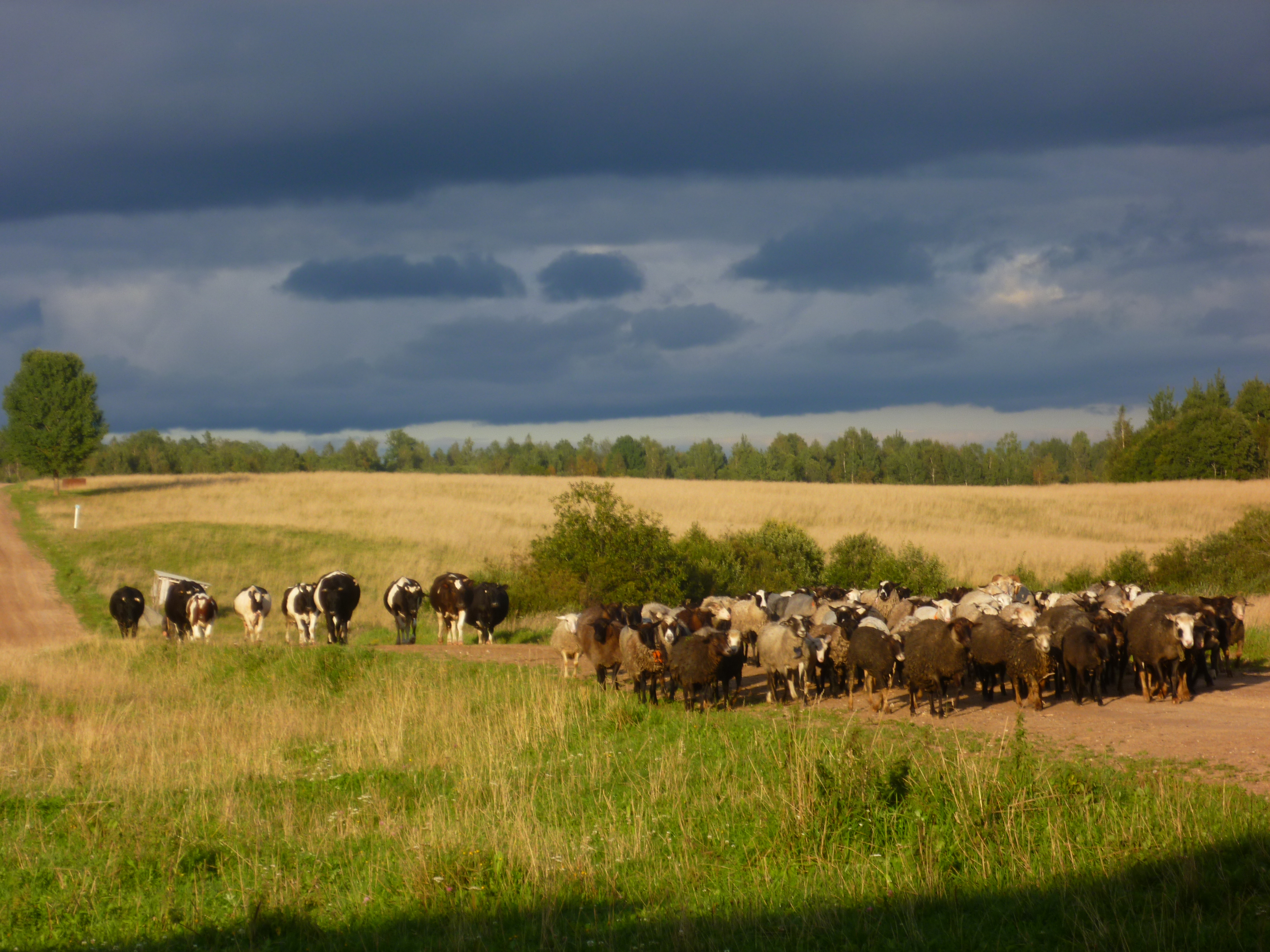
Возвращение стада
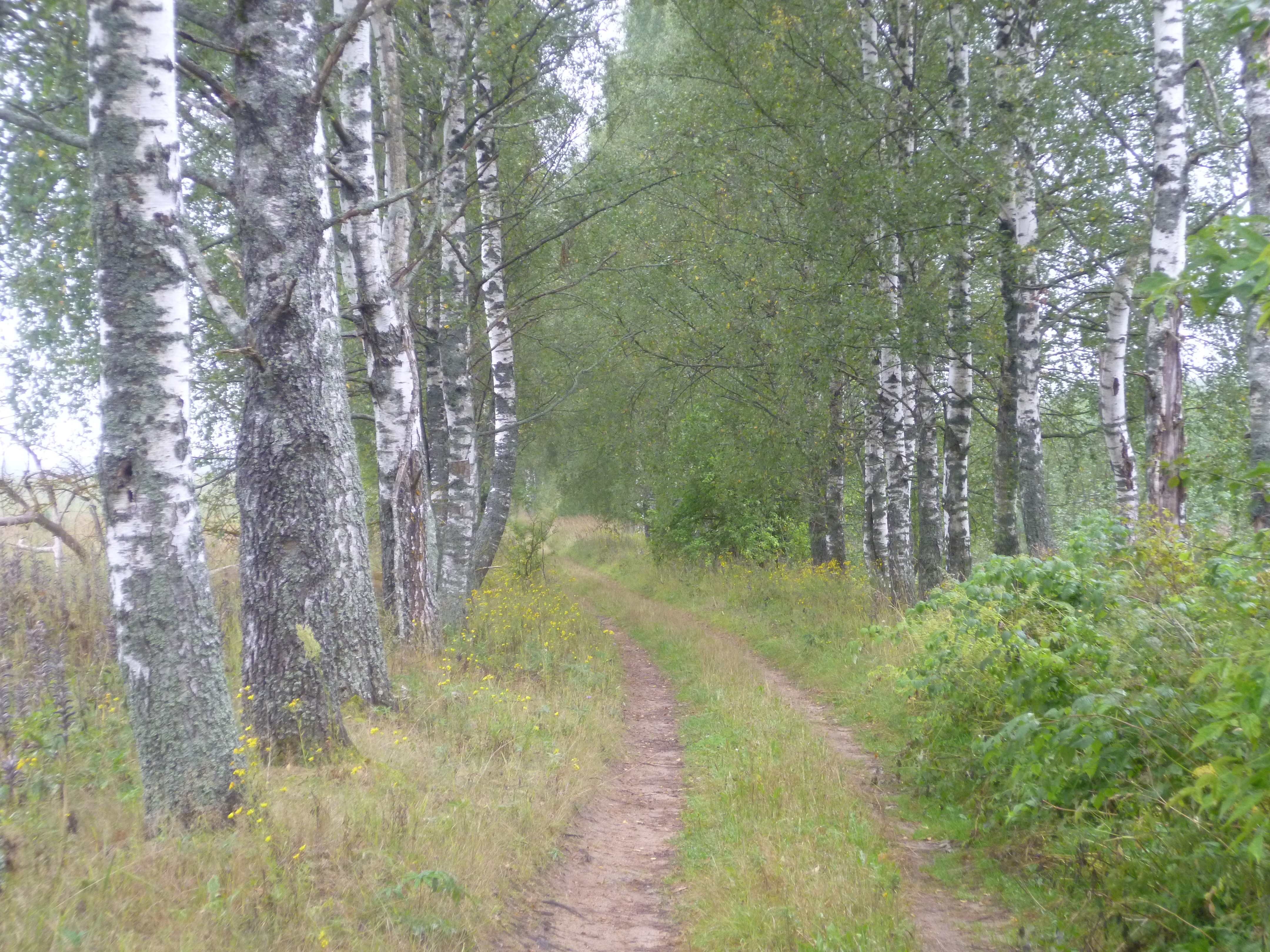
Бывшая школьная аллея
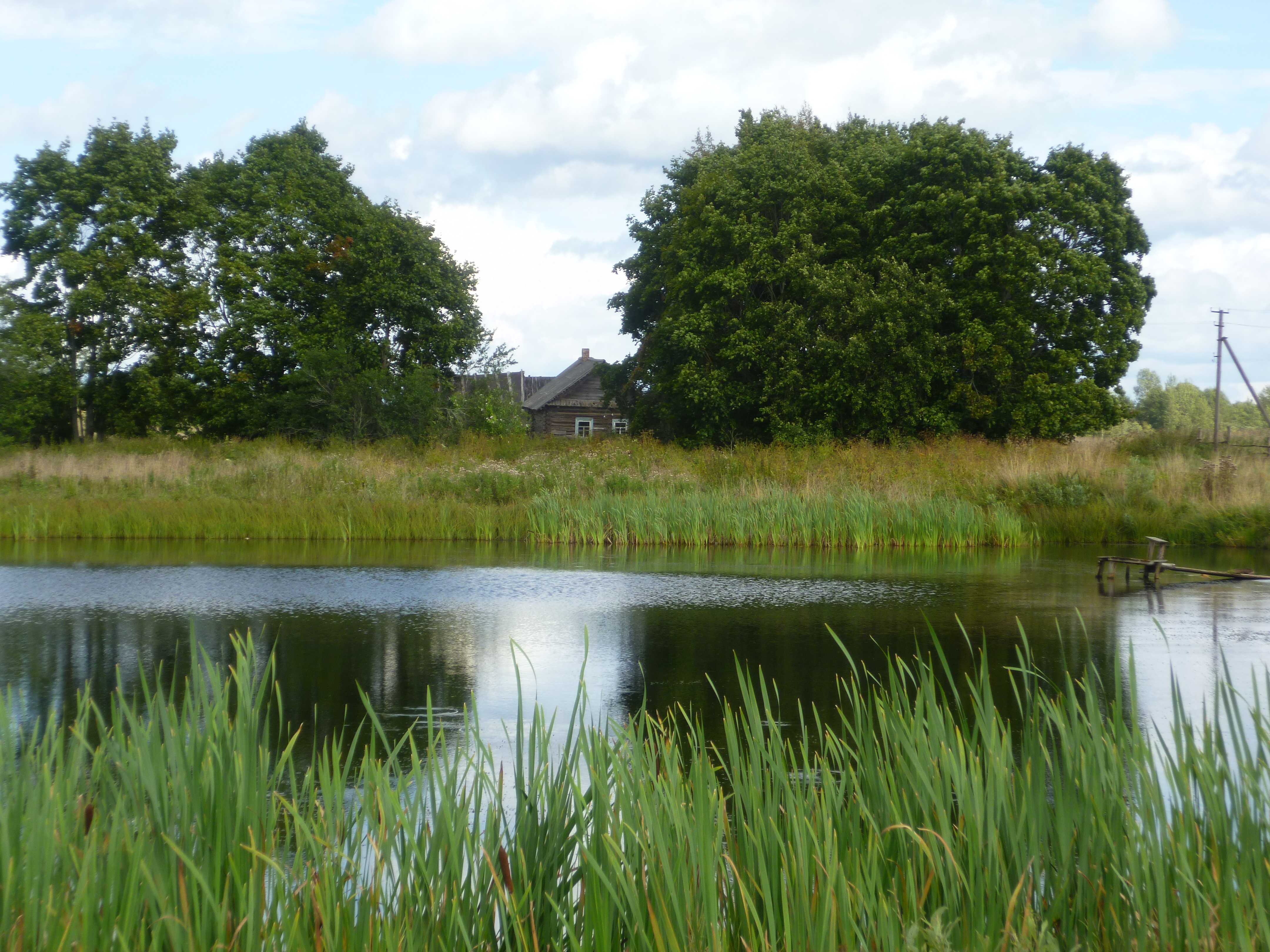
Первая прудка
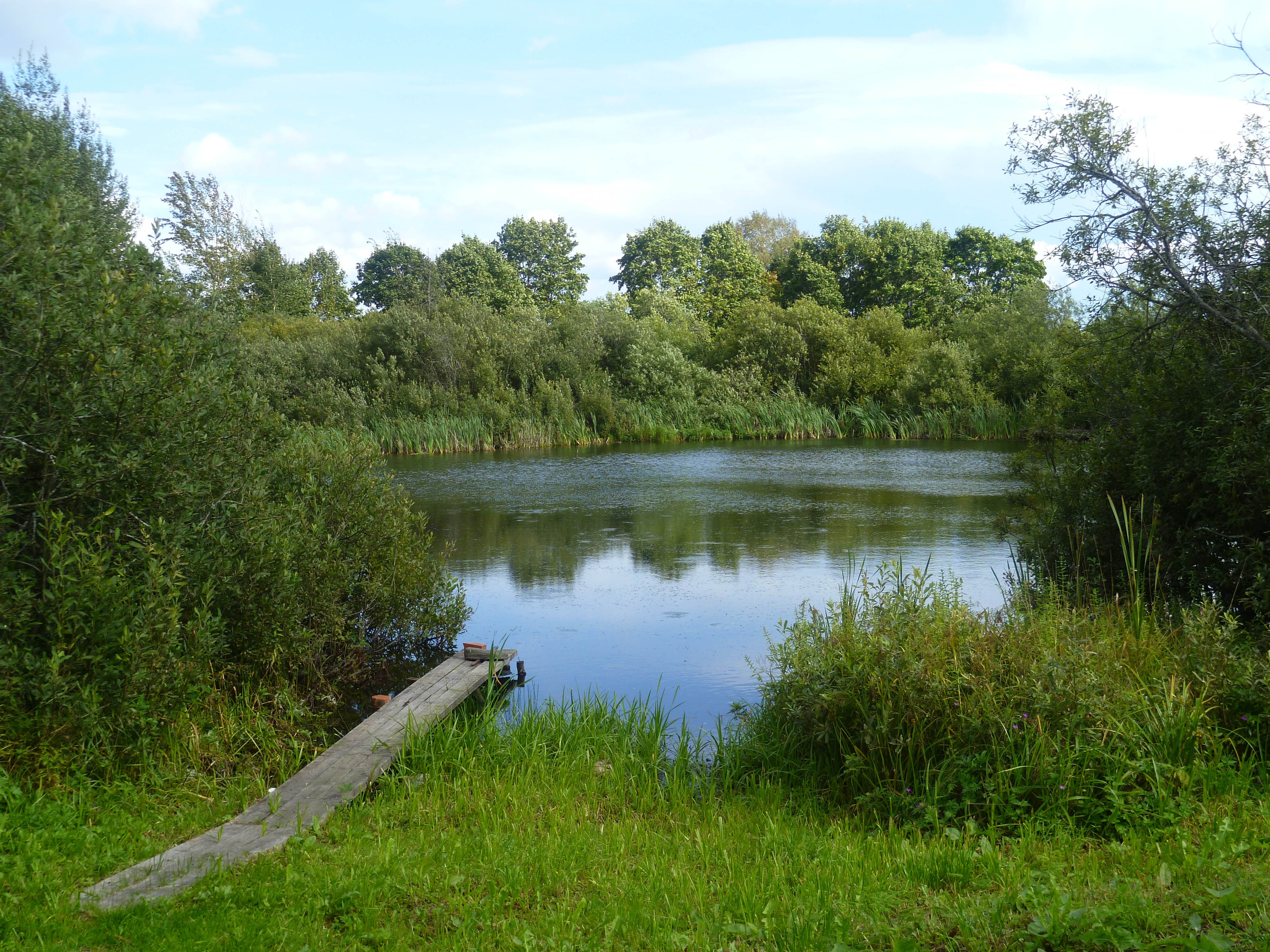
Вторая прудка
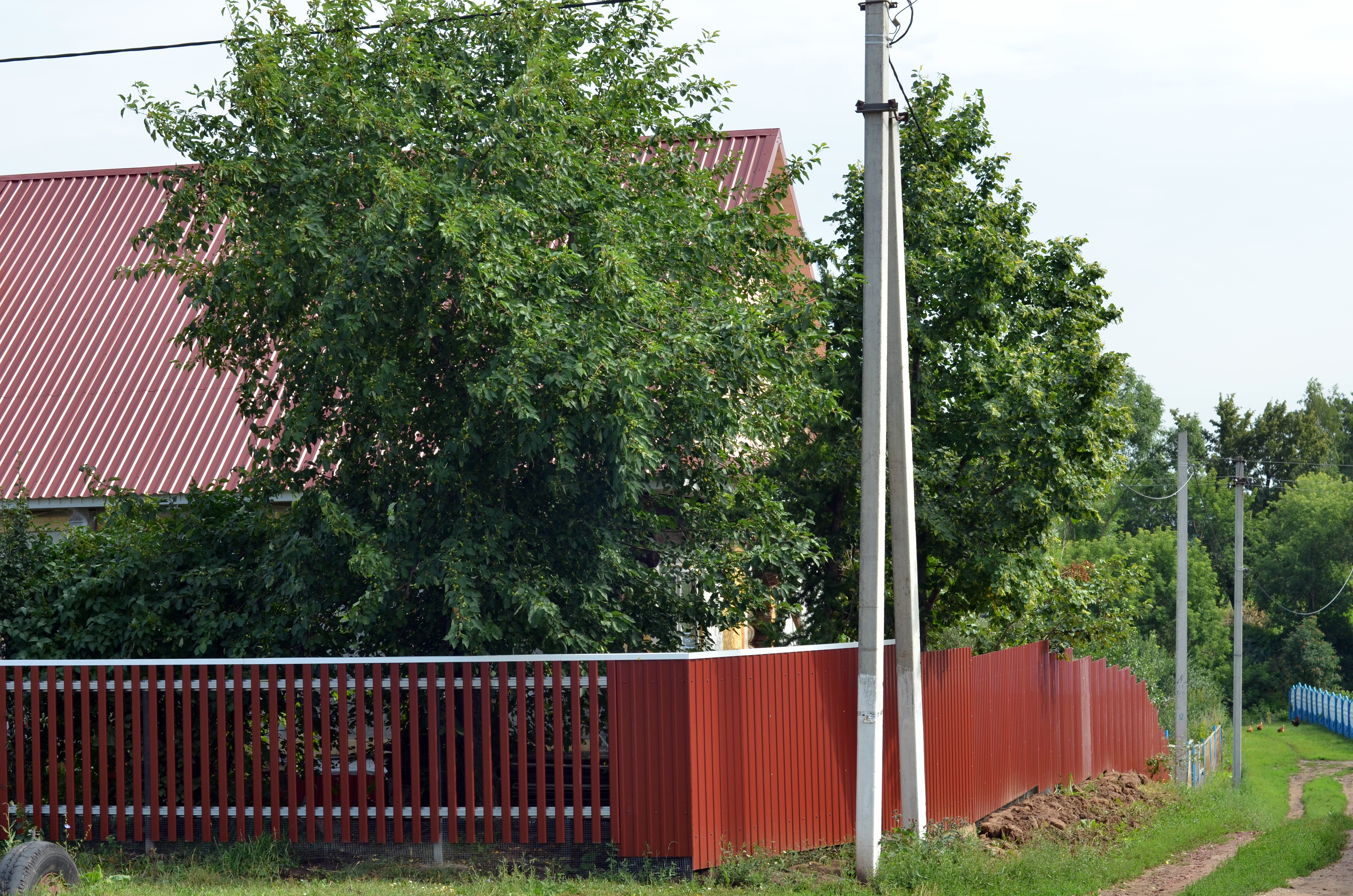
Переулок
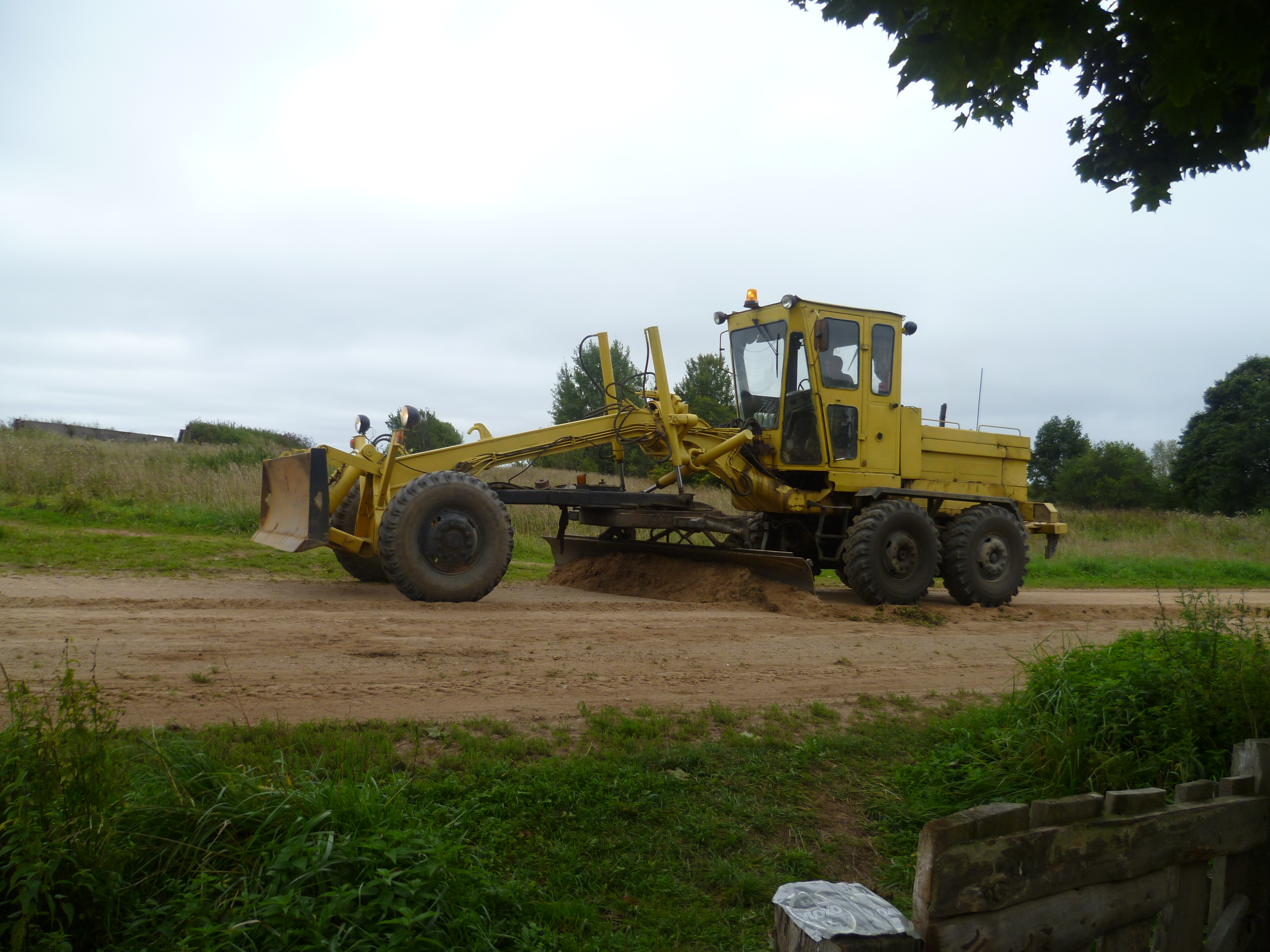
Грейдер, выравнивающий дорогу в деревне
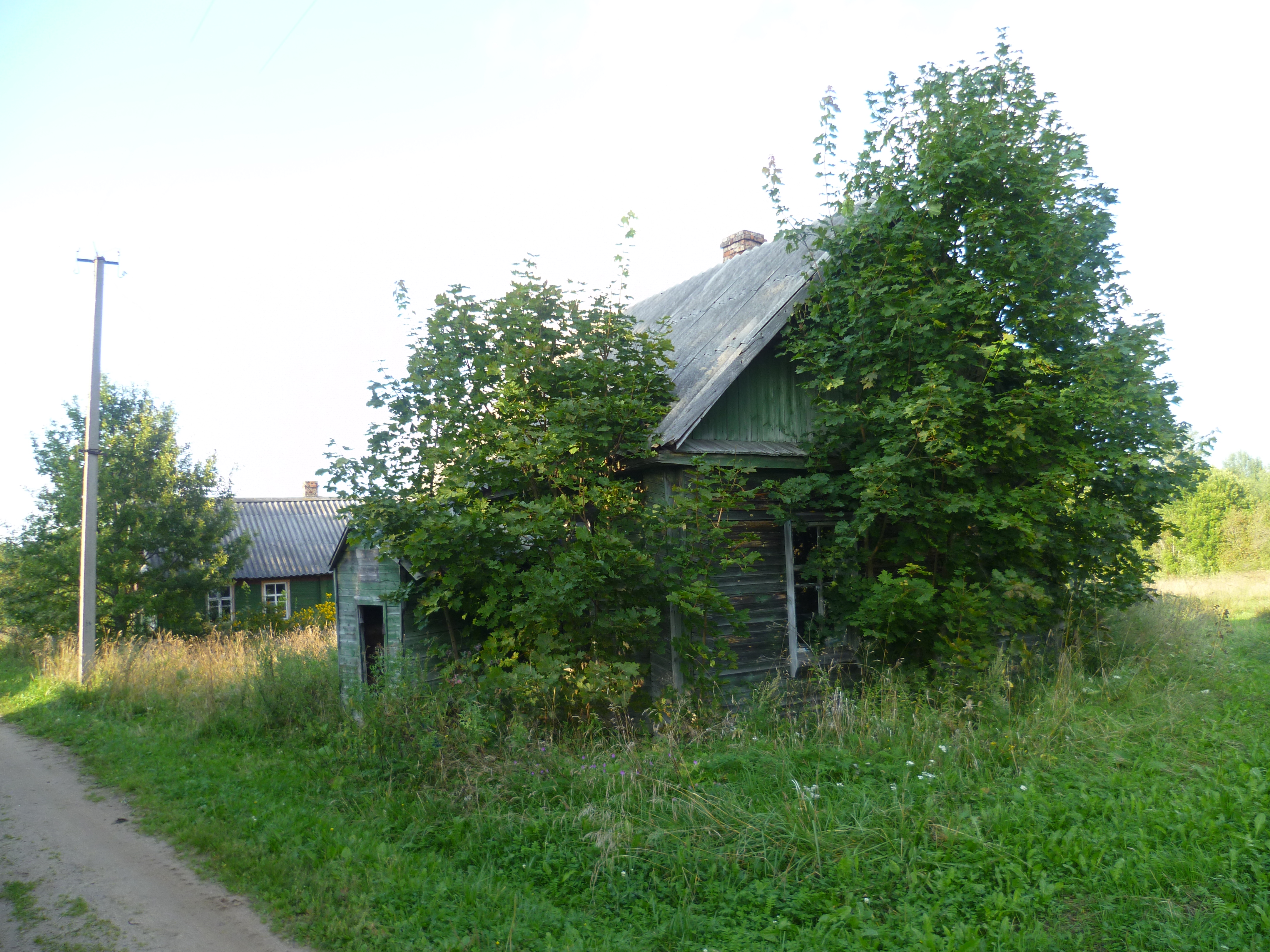
Бывший почтовый пункт
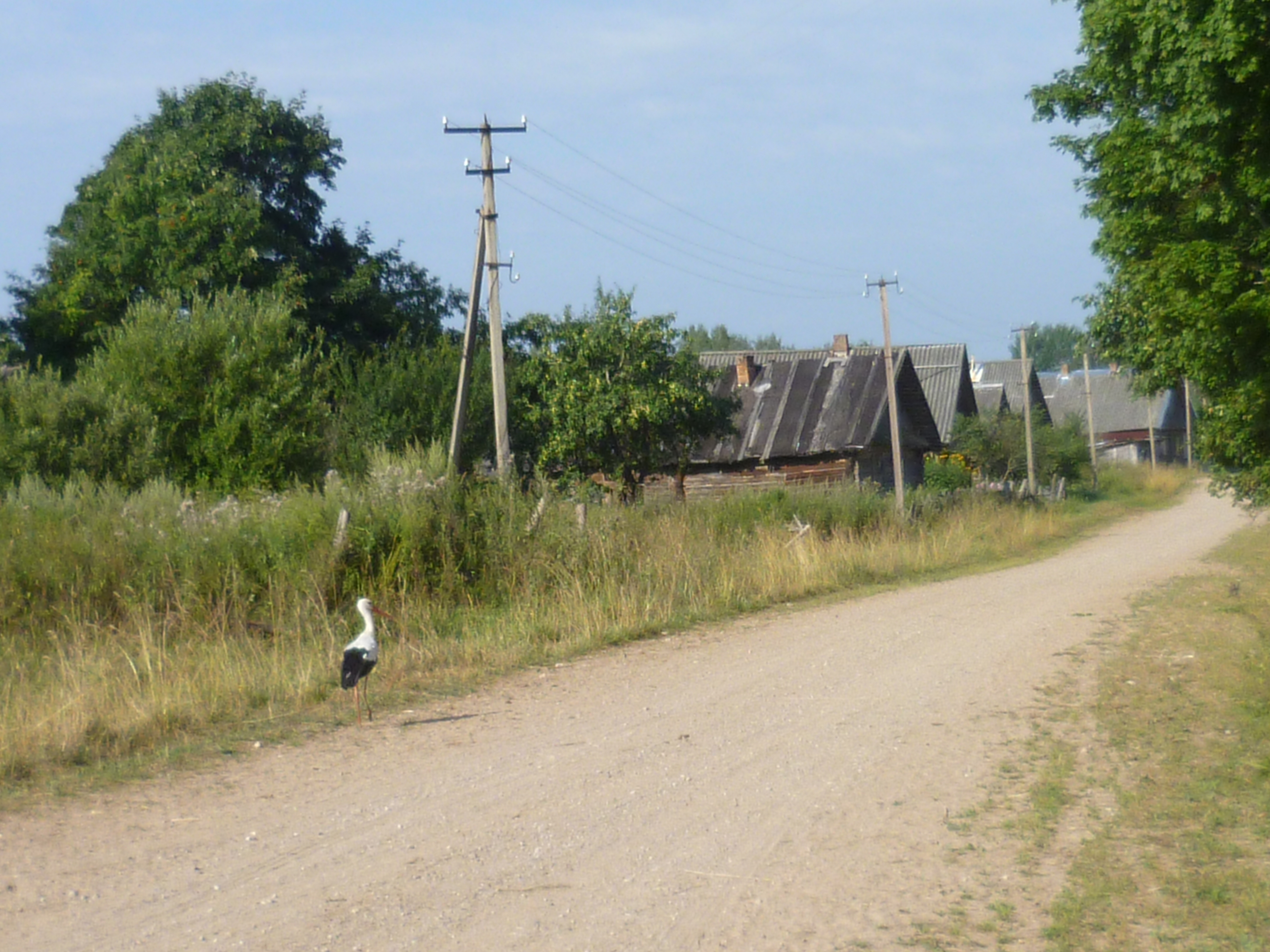
Аист у дороги в Алушково
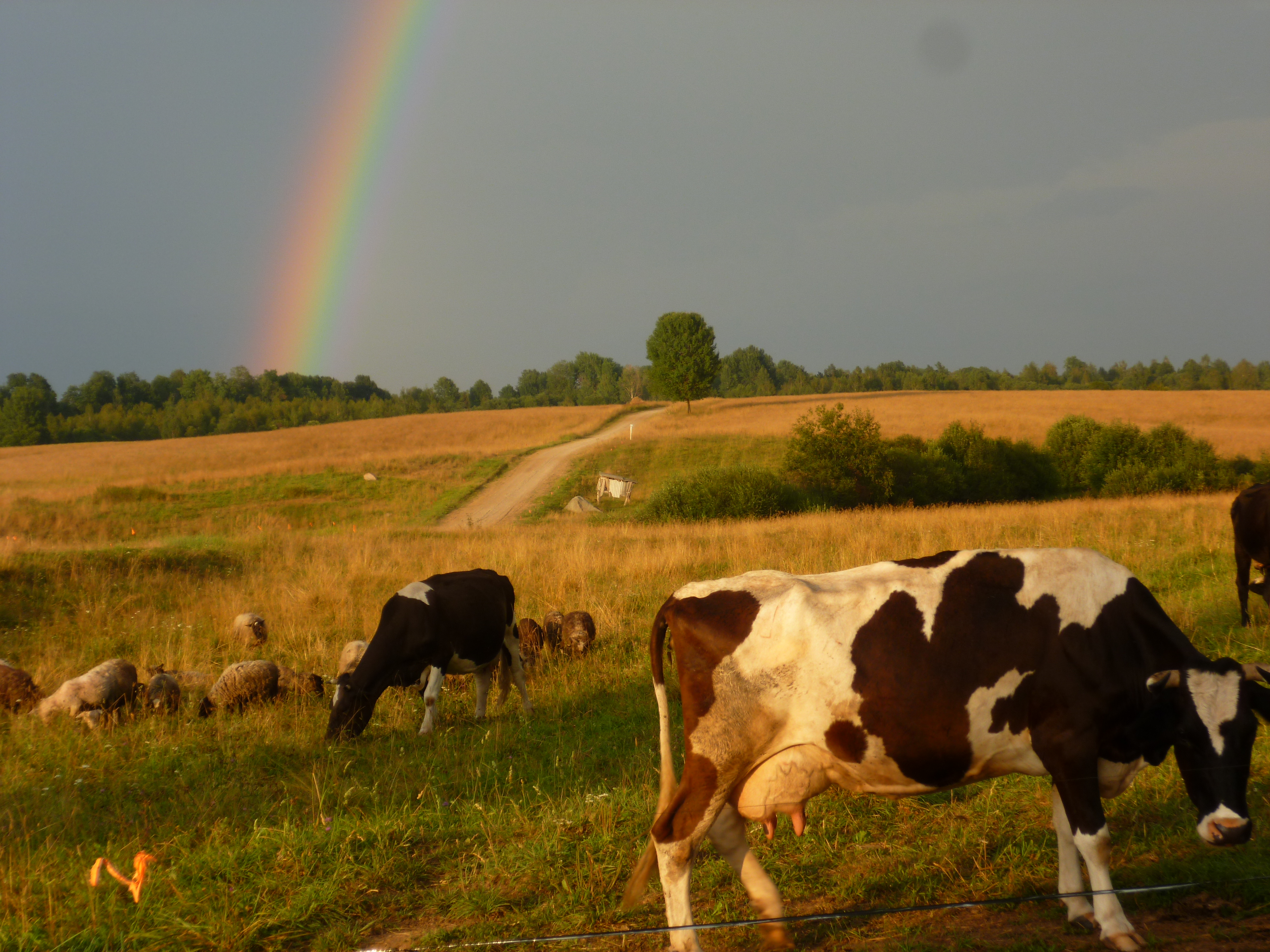
Электропастух, применяемый в Алушкове
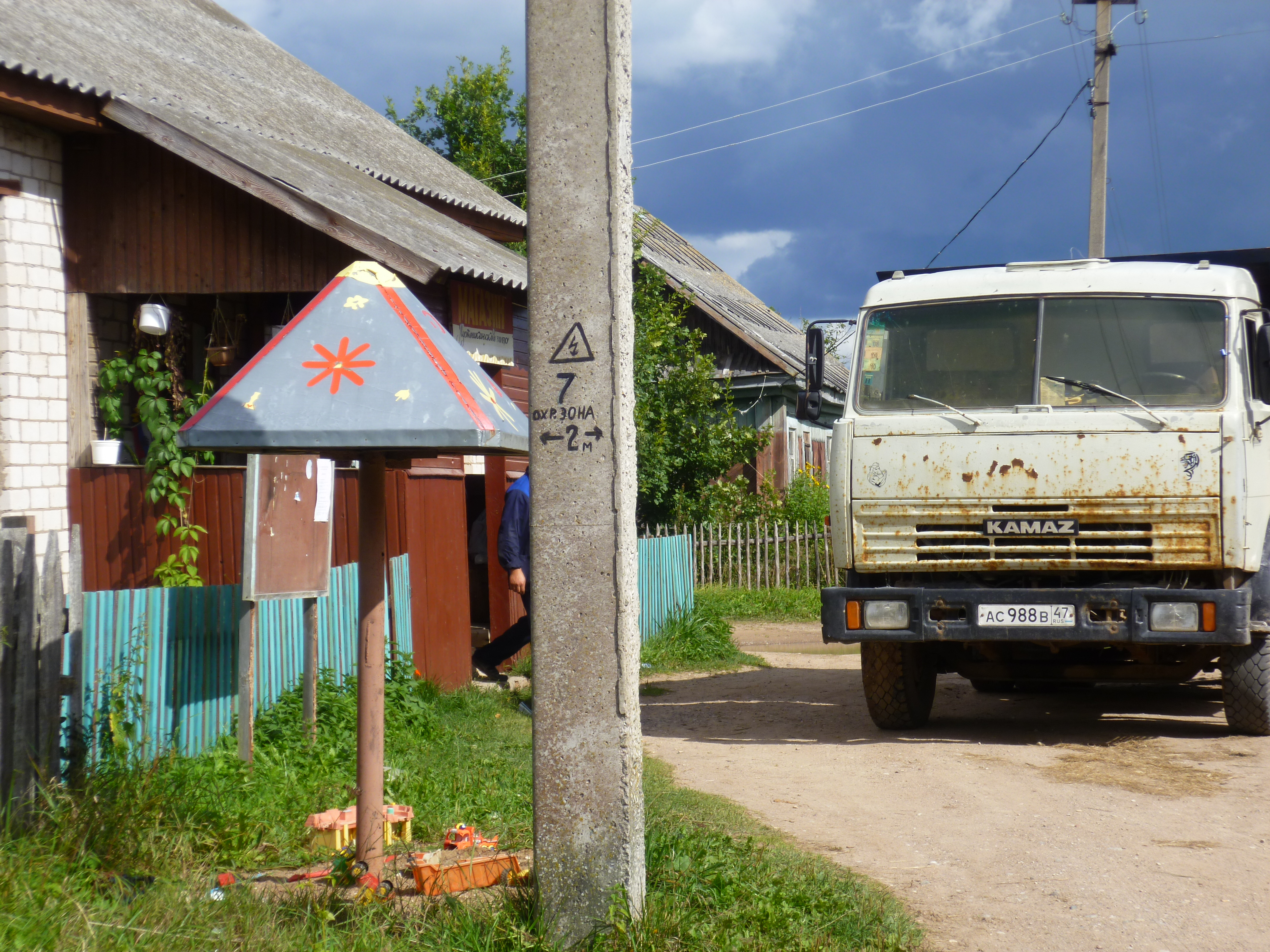
Стечение обстоятельств в Алушково